# キャスリーン・ウィルホイト
キャスリーン・ウィルホイト（Kathleen Wilhoite、1964年6月29日 - ）は、アメリカ合衆国の女優、歌手。カリフォルニア州サンタバーバラ出身。
テレビドラマ『ER緊急救命室』のスーザンの姉クロエ・ルイス役や、『ギルモア・ガールズ』のリズ役などで知られる。

## 主な出演作品

### 映画
- プライベイトスクール Private School (1983)
- クォーターバック・プリンセス Quarterback Princess (1983) テレビ映画
- 墜落!ポトマック河の惨劇 Flight 90: Disaster on the Potomac (1984) テレビ映画
- シングル・ウーマン物語 Single Bars, Single Women (1984) テレビ映画
- 必殺マグナム Murphy's Law (1986)
- ラットボーイ Ratboy (1986)
- モーニングアフター The Morning After (1986)
- 死霊の世界ウィッチボード Witchboard (1986)
- エンゼル・ハート Angel Heart (1987)
- キャンパスマン Campus Man (1987)
- アンダーカバー/私服刑事 Under Cover (1987)
- デランシー・ストリート/恋人たちの街角 Crossing Delancey (1988)
- ドリームデーモン Dream Demon (1988)
- ブレンダ・スター Brenda Starr (1989)
- ロードハウス/孤独の街 Road House (1989)
- もうひとつのラブストーリー Everybody Wins (1990)
- バッド・インフルエンス/悪影響 Bad Influence (1990)
- ロレンツォのオイル/命の詩 Lorenzo's Oil (1992)
- ファイヤー・イン・ザ・スカイ/未知からの生還 Fire in the Sky (1993)
- 家族の条件 Broken Promises: Taking Emily Back (1993) テレビ映画
- ゲッティング・イーブン Getting Even with Dad (1994)
- 薔薇の素顔 Color of Night (1994)
- ザ・ワイルド The Edge (1997)
- ブレストマン/豊胸外科医 Breast Men (1997) テレビ映画
- ガールズ・ガールズ Girl (1998)
- MONA 彼女が殺された理由 Drowning Mona (2000)
- ベティ・サイズモア Nurse Betty (2000)
- ペイ・フォワード 可能の王国 Pay It Forward (2000)
- ハリウッド・クライシス On the Edge (2001) テレビ映画
- 逃亡犯 Quicksand (2003)
- 愛するカノジョを怒らせる10の法則 Perfect Opposites (2004)
- カリフォルニア・トレジャー King of California (2007)
- ブレイキング・ポイント Winged Creatures (2008)
- ハングリー・ラビット Seeking Justice (2011)
- セカンド・カミング California Solo (2012)

### テレビドラマ
- コップ・ロック Cop Rock (1990)
- ツイン・ピークス Twin Peaks (1990)
- L.A.ロー 七人の弁護士 L.A. Law (1993-1994)
- あなたにムチュー Mad About You (1992)
- ER緊急救命室 ER (1994-2002)
- ギルモア・ガールズ Gilmore Girls (2004-2007)

### テレビアニメ
- ペッパー・アン Pepper Ann (1997-2000)
- 3-South (2002)